# Praça dos Estivadores

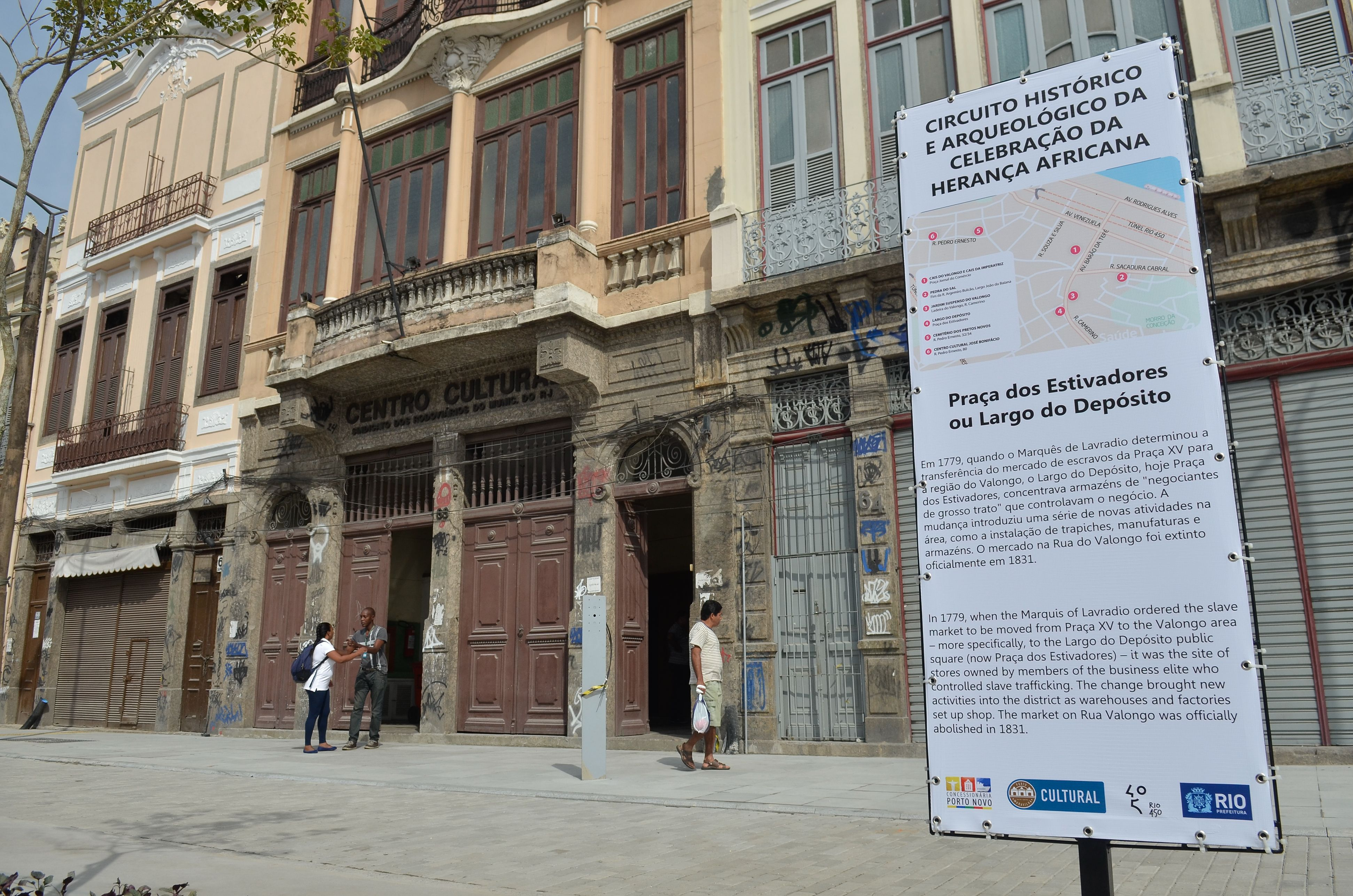
A Praça dos Estivadores após ser revitalizada, em 2015.

A Praça dos Estivadores, antes conhecida como Largo do Depósito, é uma praça situada no bairro do Centro, na Zona Central da cidade do Rio de Janeiro. Integra o Circuito Histórico e Arqueológico de Celebração da Herança Africana, criado com o objetivo de preservar a memória africana na cidade.
A praça foi estabelecida no século XVIII, tendo sido reinaugurada no dia 30 de maio de 2015 após ser revitalizada. A revitalização da praça foi feita no âmbito do Porto Maravilha, uma operação urbana que visa revitalizar a Zona Portuária do Rio de Janeiro.
A praça recebeu seu nome por homenagear o Sindicato dos Estivadores, o primeiro sindicato do Brasil, fundado em 1903. A sede do sindicato localiza-se em local próximo à praça.

## História
O local onde hoje situa-se a Praça dos Estivadores abrigava, no passado, armazéns de "negociantes de grosso trato" que controlavam o tráfico negreiro. Em 1779, o Marquês de Lavradio transferiu o mercado de escravizados da Praça XV para o Cais do Valongo. Instalaram-se então diversos negócios nas redondezas da praça, como trapiches, manufaturas e armazéns. O mercado foi extinto oficialmente no ano de 1831.
Em 1843, a praça passou a se chamar Largo da Imperatriz por ficar nas imediações do porto onde a imperatriz Tereza Cristina desembarcou em sua chegada ao Brasil. Com a Proclamação da República, houve nova mudança no nome do logradouro, desta vez para Largo da Redenção. O nome atual surgiu em 1904, após a fundação do Sindicato dos Estivadores. Ali, João da Baiana e os outros Valentes da Estiva enfrentaram a polícia a fim de garantirem a realização da assembleia de fundação do sindicato.
Em 2011, o local passou a integrar o Circuito Histórico e Arqueológico de Celebração da Herança Africana por ter sido área de venda de escravizados no passado, remetendo a uma dimensão da vida dos africanos e de seus descendentes na região. No dia 30 de maio de 2015, a praça foi reinaugurada pelo prefeito Eduardo Paes, sendo o sexto e último ponto do circuito a ser reaberto ao público.

## Pontos de interesse
Os seguintes pontos de interesse situam-se nas redondezas da Praça dos Estivadores:
- Morro do Livramento
- Jardim Suspenso do Valongo
- Morro da Conceição
- Instituto Penal Cândido Mendes
- Prédio da Embratel